# Simon Best
Simon John Best (Craigavon, 11 febbraio 1978) è un ex rugbista a 15 britannico, internazionale per l'Irlanda, già pilone della selezione provinciale dell'Ulster.

## Biografia
Proveniente da una famiglia di agricoltori nordirlandesi in cui crebbe anche suo fratello Rory, Best ebbe le sue prime esperienze professionistiche in Inghilterra al Newcastle, nel periodo in cui frequentava la facoltà di agraria presso la locale Università.
Rientrato in Irlanda del Nord, esordì nella provincia rugbistica dell'Ulster nel campionato interprovinciale irlandese nel 1999; nel 2001, con l'inizio della Celtic League, prese parte fin dall'inizio a tale competizione con la squadra provinciale.
Esordì in Nazionale irlandese a Nukuʻalofa contro Tonga nel quadro dei test match di preparazione alla Coppa del Mondo di rugby 2003 in Australia, competizione cui poi prese parte.
Con l'Ulster vinse una Celtic Cup nel 2004 e la Celtic League nel 2006; durante la Coppa del Mondo di rugby 2007 in Francia fu colto da un malore a Bordeaux; gli fu diagnosticata un'aritmia cardiaca a causa della quale non poté tornare ad allenarsi e, a febbraio 2008, annunciò il suo ritiro a trent'anni compiuti da pochi giorni.
In parallelo all'attività di agricoltore a Poyntzpass, dal 2014 è allenatore degli avanti a Banbridge.

## Palmarès
- Celtic League: 1
Ulster: 2005-06
- Celtic Cup: 1
Ulster: 2003-04